# Ash and Normandy

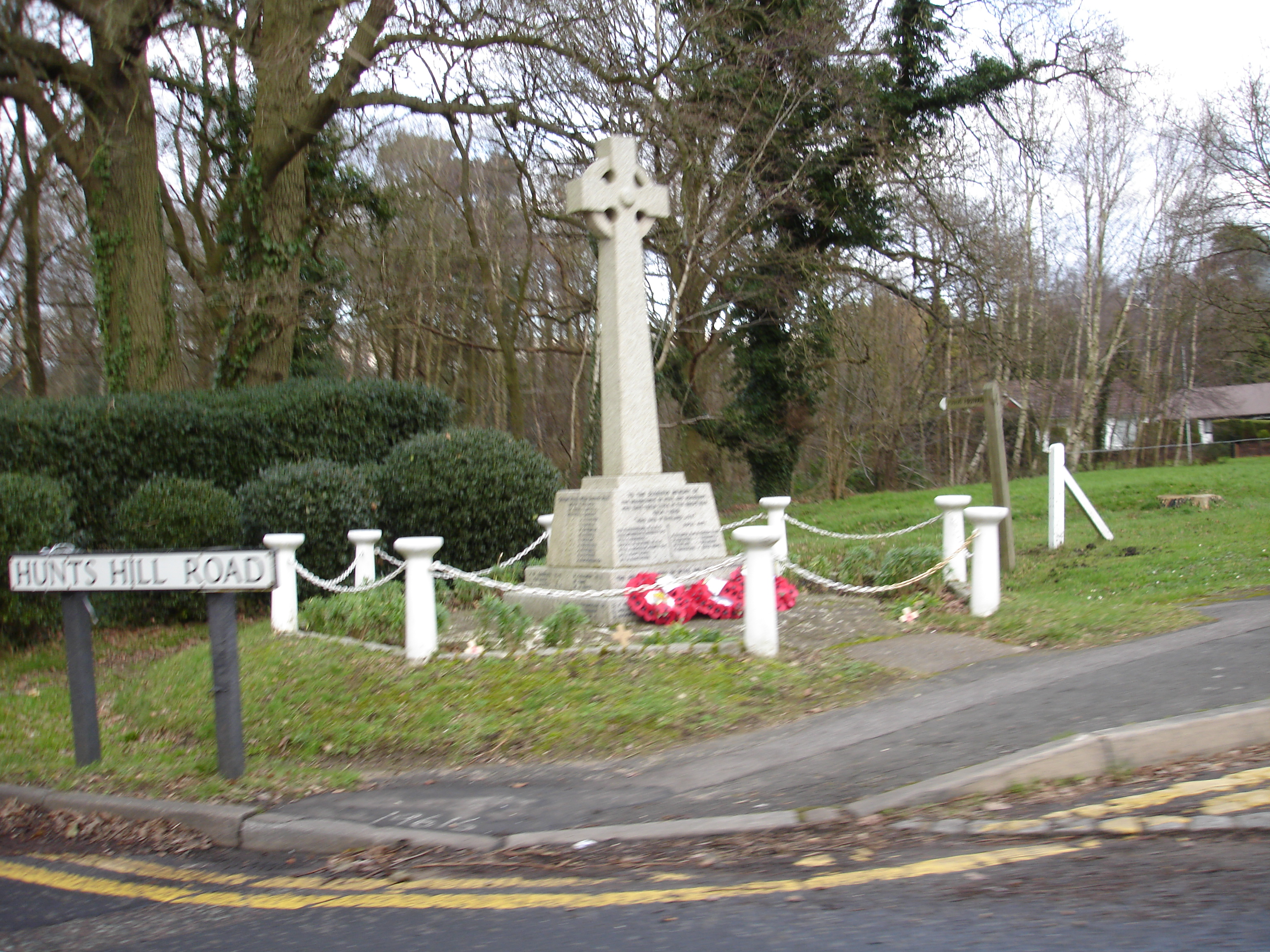
Normandy

Ash and Normandy var en civil parish fram till 1955 då den blev en del av Ash och Normandy, i grevskapet Surrey, i England. Civil parish var belägen 8 km från Guildford och hade 10 541 invånare år 1951.